# Juan Pascual Azorín Soriano
Juan Pascual Azorín Soriano (Iecla, Regió de Múrcia, 6 d'agost de 1951) és un polític valencià, alcalde d'Elda i senador per Alacant al Senat d'Espanya. Pertany al PSPV-PSOE.
Es va traslladar amb la seva família a Elda als divuit mesos. En 1983, després d'un període en el qual va treballar com tallador en la indústria del calçat, va ser escollit Regidor en les llistes de la Candidatura Independent d'Elda i posteriorment, el 1984, es va integrar en el PSOE.
En 1985 va ser nomenat Secretari General de la Unió General de Treballadors de la Comarca de l'Alt Vinalopó. Com a regidor va ocupar els llocs de Personal i Indústria, sent reelegit en 1987 i 1991. En aquest últim any i ostentant la Regidoria de Desenvolupament Econòmic i Indústria, Elda va perdre la Institució Firal Alacantina i amb ella les Fires del Calçat que es realitzaven a la ciutat des de l'any 1960. En 1996 va accedir a l'Alcaldia d'Elda. Va ser President del PSPV-PSOE.

## Legislatures com a alcalde
En les eleccions municipals espanyoles de 1995, el PP guanya per primera vegada les eleccions a Elda, amb un marge de més de 4.000 vots sobre el PSOE. No obstant això, Camilo Valor va ser nomenat alcalde en minoria per un vot. Pocs mesos després ja en 1996, Azorín i el líder local d'IU, Domingo Orgilés, pacten dur a terme una moció de censura per prendre el poder. Abans que aquesta es produeixi, Valor dimiteix, i en la nova votació és investit Azorín, amb Orgilés de primer tinent d'alcalde
A les eleccions municipals espanyoles de 1999 aconsegueix ser escollit alcalde per majoria absoluta. Després de les eleccions municipals espanyoles de 2003, la seva llista és la més votada per un estret marge de vots. La sessió d'investidura va ser polèmica, ja que en converses prèvies, el PP i la UPE van arribar a un pacte, amb el qual, sumant-se a l'abstenció que havia anunciat IU, el candidat popular seria nomenat alcalde. El regidor d'UPE Emiliano Bellot se salta el pacte de partit en la investidura, per la qual cosa Azorín torna a ser escollit alcalde, aquesta vegada en minoria.
Es va donar la circumstància que Elda tenia un govern municipal d'esquerres mentre que el PP governava en la Diputació, en la Generalitat i a Madrid. Va ser llavors quan es va encunyar la frase «A Elda, ni aigua», atribuïda al president de la Diputació provincial d'Alacant en aquell temps, Julio de España Moya.
En 2004, duu a terme un pacte de govern amb Bellot (que havia estat expulsat del seu partit), nomenant-lo regidor de sanitat, i amb Orgilés, que va demanar ser regidor d'urbanisme. Mesos més tard, el pacte entre Azorín i Orgilés es trenca, enmig d'acusacions mútues de corrupció. S'arriba a parlar d'una moció de censura entre PP, UPE i IU, que finalment mai arriba a produir-se, i acaba Azorín el seu mandat en minoria.
Durant l'alcaldia d'Azorín es van realitzar algunes importants reformes, com les del Teatre Castelar, la Plaça de la Ficia, la Plaça de l'Ajuntament, o el pàrquing de la Gran Avinguda. Es van dur a terme així mateix noves obres com el Museu del Calçat, el Poliesportiu Ciutat d'Elda i el Polígon Finca Lacy. Per contra, durant el seu període s'atribueix un notable estancament econòmic i social a la ciutat. El nucli antic eldenc va aprofundir en el seu abandó i desperfectes, i alguns elements de patrimoni, com la Casa-Tenda modernista de la plaça de l'ajuntament, van ser enderrocats. Durant la seva segona legislatura, Elda va viure així mateix un greu episodi d'inseguretat ciutadana, que va comportar la pràctica desaparició de l'oci nocturn a la zona centre.
A més, ostenta altres càrrecs en el Senat, com el de Vicepresident Primer en la Comissió d'Indústria, Turisme i Comerç, i el de Secretari Primer en la Comissió d'Entitats Locals, i és President d'Honor de la Institució Firal Alacantina. Fou escollit senador per la província d'Alacant a les eleccions generals espanyoles de 2004 i eleccions generals espanyoles de 2008. Prèviament havia estat diputat per Alacant a les eleccions generals espanyoles de 1996 (període 1999-2000).

## Activitat al Senat
Després de substituir en 1999 Pere Solbes Mira al Congrés dels Diputats, a les eleccions generals espanyoles de 2004 i 2008, Azorín és escollit senador per la província d'Alacant, on oserà portaveu de calçat i tèxtil en la Comissió d'Indústria del Senat. Va ocupar altres càrrecs, com el de Vicepresident Primer en la Comissió d'Indústria, Turisme i Comerç, i el de Secretari Primer en la Comissió d'Entitats Locals, i és President d'Honor de la Institució Firal Alacantina. Després d'ocupar el seu llocescó a Madrid, va abandonar la seva acta de regidor en el consistori eldenc, on va ser edil durant 25 anys consecutius, 11 d'ells com a alcalde.

## Imputat en Trama Urbanística
En la seva segona i tercera legislatura, va ser acusat freqüentment d'irregularitats i opacitat pel regidor de UPE, Jiménez Huertas, tant en el consistori com en la tertúlia local que presentava en la televisió local Canal 43. En 2002 el PP va posar una demanda contra Azorín, acusant-li de frau, suborn i prevaricació, en la suposada concessió irregular de les obres del poliesportiu a l'empresari alacantí Enrique Ortiz. En 2005 Azorín trenca el pacte de govern amb IU entre acusacions creuades de corrupció. Els qui foren els seus socis de govern des de 1996 li van posar una sèrie de demandes judicials en 2007, acabat el seu últim mandat, acusant-lo de muntar una trama urbanística.
Al setembre de 2014, el Jutjat d'Instrucció n. 3 decreta la imputació de Juan Pascual Azorín, juntament amb 5 persones més, entre elles un dels seus regidors d'urbanisme, el seu arquitecte municipal, i un empresari de la construcció. La fiscalia li atribueix fins a 8 presumptes delictes diferents: suborn, prevaricació en concessió de subvencions, tràfic d'influències, frau a l'administració, aprofitament d'informació, i altres. Entre els casos que se l'acusa, estan la permuta d'uns terrenys en l'obra d'una piscina coberta, irregularitats en l'elaboració d'un nou PGOU, o la requalificació de terrenys en zones muntanyenques no urbanitzables per a la construcció de projectes com la Ciutat del Futbol, o una macrourbanització amb camps de golf i 7.200 habitatges.